# Gunhild (dansk dronning)
 For alternative betydninger, se Gunhild. (Se også artikler, som begynder med Gunhild)
Gunhild (levede ca. 965) angiveligt gift med den danske konge Harald Blåtand. Hun er to gange nævnt i Adam af Bremens værk: "Historiae Hammaburgensis Ecclesiae" ("Den Hammaburgske Kirkes historie"):
Den ene gang oplyses, at Otto den Store angiveligt vandt et slag over Harald. Harald blev underlagt Otto men fik sit rige tilbage på betingelse af, at han gjorde danerne kristne: "Harald selv modtog straks efter dåben sammen med sin hustru Gunhild og deres lille søn, som vor konge stod fadder til og døbte Svein Otto. Ved samme lejlighed blev den del af danernes land, som ligger på denne side af havet og af den lokale befolkning selv kaldes Judland, opdelt i tre bispedømmer og langt ind under bispesædet i Hammaburg."
Anden gang er i forbindelse med Haralds død: "Hans dødsdag faldt på Allehelgensdag, Mindet om ham og hans hustru Gunhilde??? vil leve evigt blandt os."
Efterhånden er der almindeligvis en vis skepsis blandt historikere om troværdigheden af de udsagn Adam af Bremen fremsætter vedrørende denne periode.
Det er ikke klarlagt om Gunhild er samme kvinde som Tove fra Venden, eller om de er to forskellige.